# مشاهد (شركة)
شبكة (مشاهد)، شبكة تعنى بنشر مواد وبرامج القنوات الفضائية التي لا تحوي على محاذير شرعية?على منهج أهل السنة والجماعة، وفق ما يعرف عالميا ً بـ (TV OnDemand) أي التلفزيون عند الطلب، والهدف هو استمتاع المشاهد ببرامجه الخاصة حسب ما يناسب وقته وعند طلبه، وهو مع ذلك مرتاح البال حيث البعد عن المحاذير الشرعية والمحرمات، وتسعى مشاهد لتكون المرجع الأول للمشاهد المسلم لبرامج ومخرجات القنوات الفضائية.
شبكة (مشاهد) لا تنشر إلا ما تبثه القنوات الفضائية فقط - عليه شعار قناة فضائية - مما يمنح المشاهد شعوراً بالاحترام والتقدير حيث لا تعترض نظراته أي مشاهد فردية أو شخصية لا تليق به أو لا ترتقي للطرح الذي يبحث عنه، والتي تهدر وقته، والتي في الغالب لا تحتوي على أي مضامين ذات قيمة. لأن شبكة مشاهد رفعت شعاراً لها (نظرة.. نقية) امتثالا ً لما تعهدت به، أن تكون جميع نظرات المشاهد له لا عليه.